# 全寄
全 寄（ぜん き、生年不詳 - 250年）は、中国三国時代の呉にかけての政治家。全奇ともいう。揚州呉郡銭唐県の人。父は全琮。兄は全緒。弟は全懌・全呉。甥は全禕・全静・全儀。従兄は全端。

## 生涯
全琮の次男として生まれた。全寄は元来根性の曲がった人物であったという。父の全琮が衛将軍であった頃、全寄は孫覇のもとに客分として身を寄せていた。
赤烏4年（241年）4月、呉は四路から魏を攻めて戦った（芍陂の役）。揚州方面では、全琮が淮南に、諸葛恪が六安に軍を進め、また荊州方面では、朱然が樊城に、諸葛瑾・歩騭が柤中方面に侵攻したが、いずれも戦線が膠着し、また皇太子の孫登が5月に急死したこともあって、6月に呉は全軍撤退した。全琮は淮南にて、魏の揚州刺史孫礼や征東将軍王淩と交戦したが、秦晃ら将十数人を失い、退却した。魏軍が追撃に入り、撤退は難航を極めたが、張休・顧譚・顧承が魏軍を押しとどめ、全端・全緒が反撃して、ようやく魏軍を撃退した。しかし、戦後の論功行賞において魏兵の猛攻を支えた顧承・張休が戦功第一とされ雑号将軍を授けられたのに対し、同じく魏兵を撃退して全軍の崩壊を防いだ全端・全緒は裨将軍・偏将軍を授けられるに止まり、全琮・全寄親子はこのことを甚だ恨んだという。
翌赤烏5年（242年）正月、孫権は孫和を皇太子に立てたが、8月にその異母弟の孫覇を魯王に立て、この両者をほぼ同様に遇し、別々の宮を設置し、それぞれに幕僚をつけた。そのため、中央の官僚たちも地方の役人たちも、多くがその子弟をそれぞれの皇子の役所に送り込んで仕えさせ、次第に両者は対立するようになった。
全寄は呉安・孫奇・楊竺らと共に魯王（孫覇）に取り入り、皇太子派を構えるようになった。丞相陸遜はこれを憂い、全琮に「あなたは金日磾を手本とされず、全寄どのの行動を擁護しておられるが、やがてはあなたのご家門に禍いをもたらすことになりましょう」と忠告したが、全琮は陸遜の忠告を受け入れなかっただけでなく、これをきっかけに陸遜との間が嫌悪になった。また、陸遜は孫権にも諌める上書を三、四度行ったが、孫権は大いに怒り、赤烏8年（245年）、皇太子（孫和）派の太子太傅吾粲を獄に下し処刑したほか、張休・顧譚・顧承・姚信を交州に流罪にし、陸胤を拷問にかけ、更に陸遜へ何度も詰問書を送って憤死させた。また一方で、機密を漏らしたということで、魯王派の楊竺を処刑した。
翌赤烏9年（246年）9月の人事改変で、全琮が右大司馬、歩騭が丞相になるにおよび、魯王派が主導権を握ったが、全琮・歩騭はしばらくして亡くなると再度勢力は拮抗、孫権は両者の争いに嫌気がさして末子の孫亮を寵愛しだす有様であった。
赤烏13年（250年）、ようやく孫権はこの政争に対する決断を下し、孫和を幽閉した。この処置に反対した皇太子派の屈晃と驃騎将軍朱拠は棒叩き100回の刑を受けた上、屈晃は郷里に帰らされ、朱拠は新都郡の丞に左遷され任地に赴く途中で中書令孫弘に自害させられた。他にも、孫和の処置に反対した十数人の役人が処刑されたり、放逐された。罪を受けた人々の中には、無実の者もあったという。 8月、皇太子孫和は廃され（後に南陽王に封じられた）、魯王孫覇は死を賜った。さらに孫覇派のうち積極的な工作を行っていた全寄・呉安・孫奇らをことごとく誅殺した。数年前に処刑された楊竺は、死体が長江に捨てられた。11月、その代わりの皇太子として孫亮が擁立され、後継争いの混乱は一段落した（二宮事件）。